# Иоанн (Йохансен)
Архимандри́т Иоа́нн (в миру Йоха́ннес Йо́хансен, норв. Johannes (Rolf) Johansen; род. 1 августа 1950, Арендал, Норвегия) — священнослужитель Британско-Скандинавской епархии (с 2018) Сербского патриархата, архимандрит; настоятель Никольского прихода в Осло (с 1981), первый в новейшей истории православный священник-норвежец, переводчик.
Тезоименитство — 4 (17) декабря (память Иоанна Дамаскина).

## Биография
Родился 1 августа 1950 году в Арендале на юго-востоке Норвегии в норвежской семье пятидесятников. Окончил гимназию в Арендале.
В 1968 году принял православие в юрисдикции Православной церкви Франции и позднее оказался в составе Русского Западноевропейского экзархата.
С 1969 по 1971 год проживал в Ново-Валаамском монастыре в Финляндии, а после отчисления из монастыря, в 1978 году был допущен к экзаменам в Свято-Сергиевском православном богословском институте в Париже.
С 1975 по 1980 годы обучался в университете Осло, где был удостоен степени кандидата богословия.
В 1980 году в Никольском соборе в Ницце был рукоположен в священный сан, а в 1981 году архиепископом Евдокиадским Георгием (Вагнером) был назначен настоятелем Никольского прихода в Осло.
В 1990 году возведён в сан архимандрита.
В 2007 году на общем собрании духовенства и мирян Русского Западноевропейского экзархата был избран для рукоположения в сан викарного епископа для Скандинавии, но данное решение было заблокировано митрополитом Стокгольмским Павлом (Меневисоглу) и иерархами Константинопольского патриархата в связи с чем хиротония не состоялась.
До 1 мая 2014 года возглавлял Скандинавское благочиние Западноевропейского экзархата; освобождён от этой должности указом архиепископа Телмисского Иова (Гечи).
Является настоятелем скита святого Трифона Печенгского и настоятелем русского Никольского прихода в Осло.
Владеет норвежским (родной) и русским языками. Известен как переводчик и издатель православной литературы на норвежском языке.
В конце 2017 — начале 2018 года вступил в конфликт с руководством Западноевропейской архиепископии русских приходов, поскольку претендовал на управление всеми приходами данного экзархата в Норвегии. 10 февраля 2018 года не пустил в храм святого Николая священника Ангела Величкова, назначенного в этот приход.
В 2018 году вместе с Никольским приходом и скитом присоединился к юрисдикции Британско-Скандинавской епархии Сербского патриархата.